# Karol I Liechtenstein
Karol I Liechtenstein, niem. Karl I von Liechtenstein (ur. 30 lipca 1569 r., zm. 12 lutego 1627 r. w Pradze) – książę opawski i karniowski, pierwszy przedstawiciel rodu Liechtensteinów z tytułem książęcym nadanym przez Cesarza, hrabia Rietbergu. Najstarszy syn hrabiego Hartmanna II.

## Życiorys
Książę Karol urodził się w 1569 roku jako pierworodny syn Hartmanna II Liechtensteina. Wychowywał się w wierze protestanckiej, ale w 1599 roku zmienił wyznanie na katolicyzm. Uczęszczał do szkoły zakonnej braci morawskich w Eibenschütz, a następnie studiował w Bazylei. 
W roku 1592 arcyksiążę austriacki Maciej Habsburg mianował go skarbnikiem. W 1596 roku po śmierci swojego wuja Jana Septymiusza został najstarszym członkiem rodu. 
W 1600 roku cesarz Rudolf II mianował go najwyższym hofmistrzem w Pradze i przewodniczącym tajnej rady. Pełnił tę funkcję do 1607 roku. W latach 1604–1607 był namiestnikiem Moraw. W 1606 roku podpisał umowę rodzinną ze swoimi młodszymi braćmi – Maksymilianem i Gundakarem, która stała się podstawą dla książęcego układu rodzinnego  (niem. Hausgesatz) z 1593 roku. Od tamtej pory tytuły w rodzinie miał być dziedziczone na zasadzie primogenitury (najstarszy potomek płci męskiej, najstarszego członka rodu). Był właścicielem posiadłości w Dolnej Austrii: Feldsberg i Herrnbaumgarten oraz na Morawach: Plumenau (Plumlov), Aussee (Úsov), Czernahora (Černá Hora) i Eisgrub (Lednice).
W roku 1608 Karol I poparł arcyksięcia Macieja w walce o sukcesje władzy Habsburgów, za co został wynagrodzony 20 grudnia 1608 roku nobilitacją, a 4 kwietnia 1614 roku nadaniem księstwa opawskiego. Tytuł szlachecki potwierdził potem cesarz Ferdynand II.
W latach 1619–1620 utracił posiadłości w Czechach (łącznie z Opawą) w wyniku powstania przeciwko Cesarstwu. Wraz z młodszym bratem Maksymilianem uczestniczył w bitwie na Białej Górze, za co otrzymał tytuł wicekróla Czech oraz Order Złotego Runa, a 15 marca 1623 roku Ferdynand II nadał mu księstwo karniowskie.
Karol zmarł w 1627 roku, a po jego śmierci zaczęły obowiązywać nowe prawa dziedziczenia, więc wszystkie tytuły przypadły jego jedynemu synowi Karolowi Euzebiuszowi I (do 1632 roku był niepełnoletni i pozostawał pod protekcją wuja Maksymiliana).